# O Mundo Amanhã

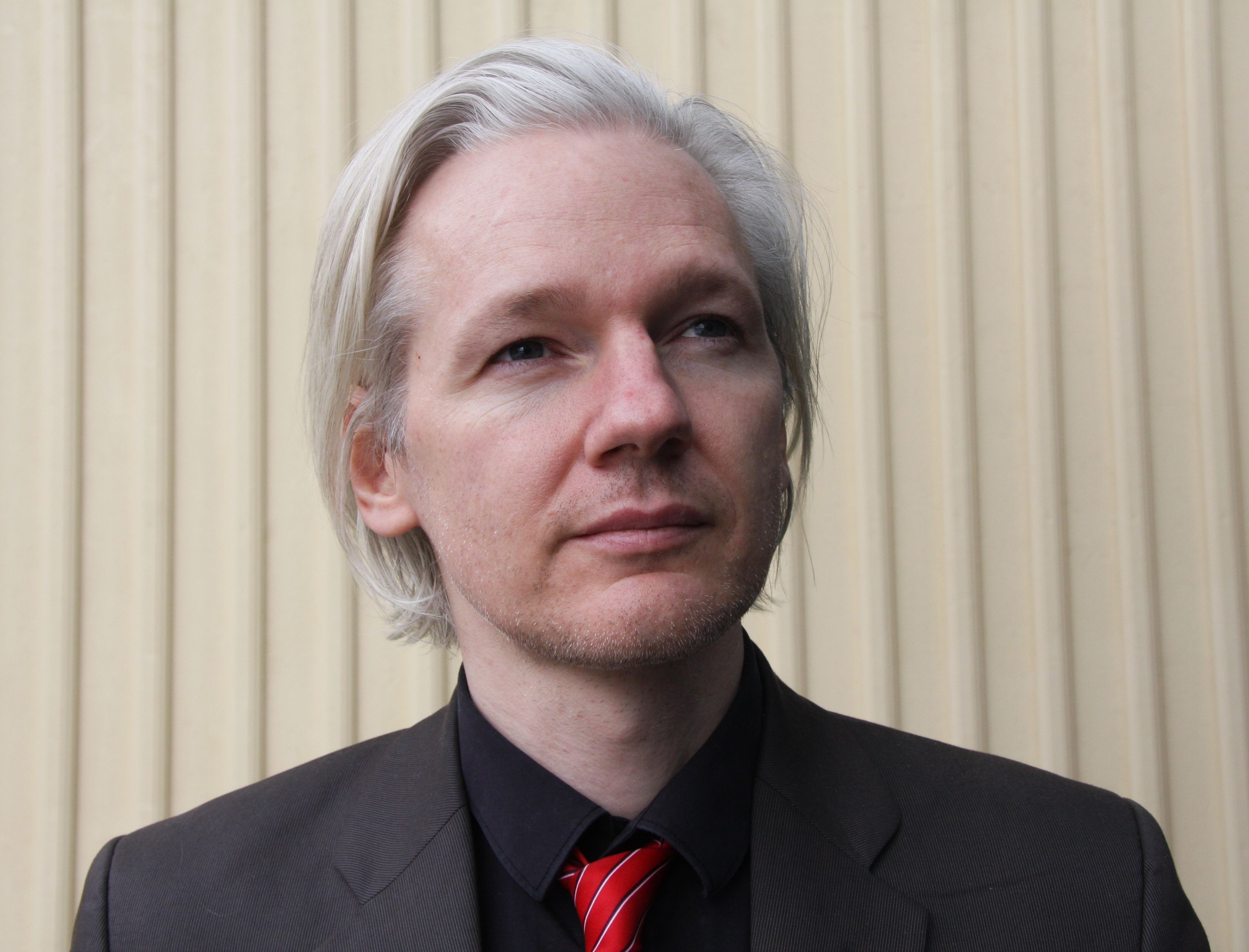
Julian Assange

O mundo Amanhã, ou Show de Julian Assange , é um programa de televisão de 2012 composto por uma série de entrevistas feitas por Julian Assange, o fundador de WikiLeaks, apresentado na Russia Today e noticiado em 14 de abril de 2012, antes do lançamento, pela CNN. Os episódios foram gravados antes do lançamento do programa e envolveram entrevistas com várias personalidades importantes e muitas vezes controversas dos mundos intelectual e político, incluindo Rafael Correa, Noam Chomsky, Tariq Ali, Moazzam Begg e outros.
O show foi cotado como importante e bem conduzido pelo The Daily Beast.
Foi divulgado em português em parceria com a Pública, agência brasileira de reportagem e jornalismo investigativo.